# دایره موار
دایره موار (به لاتین: Muar District) یک سکونتگاه مسکونی در مالزی است که در جوهور واقع شده‌است.

## خصوصیات
دایره موار ۳۶٫۸۸ متر بالاتر از سطح دریا واقع شده‌است.